# Nevena Božović

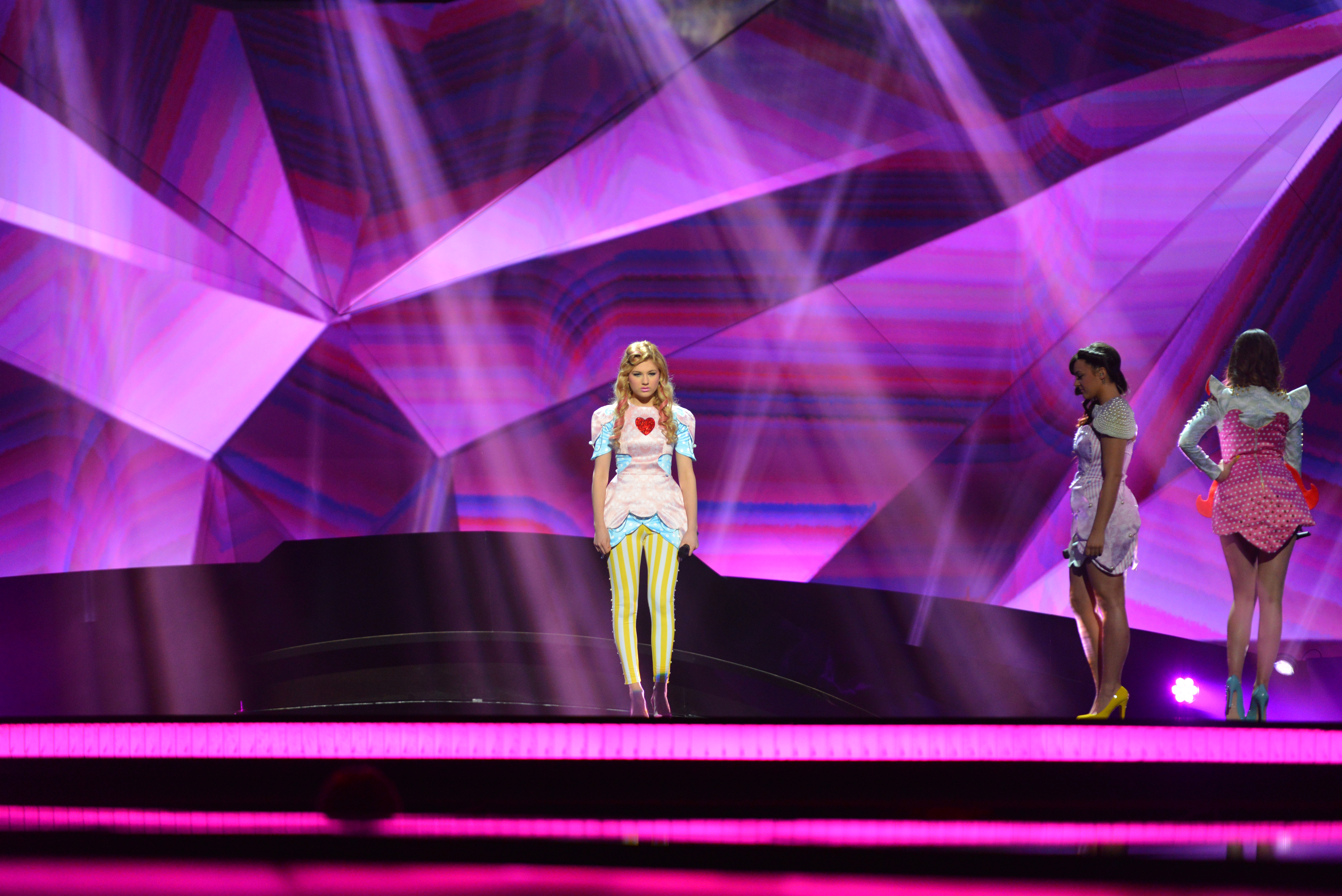
Nevena Božović uppträder med Moje 3 under Eurovision Song Contest 2013.

Nevena Božović (serbiska: Невена Божовић), född 15 juni 1994 i Mitrovica, är en serbisk sångerska, pianist och låtskrivare. Hon har representerat Serbien vid flera tillfällen i Eurovision Song Contest, både som soloartist och som del av musikgrupp.

## Biografi
Božović inledde sin musikbana tidigt och började studera piano vid musikskola parallellt med gymnasiestudier inom samhälls- och språkvetenskap. Vid 16 års ålder påbörjade hon sina högre musikstudier vid Musikakademin, och har senare specialiserat sig inom solfège vid Musikfakulteten på Belgrads universitet.
År 2007 deltog Božović i Junior Eurovision Song Contest där hon slutade på tredje plats med bidraget Write to Me. Samma år representerade hon Serbien i musiktävlingen Slavianski Bazaar i Vitryssland, där hon också placerade sig som trea. Hon har sedan dess framträtt på ett flertal festivaler och tävlingar, bland annat Festival i Battipaglia i Italien där hon 2008 belönades med silvermedalj av dåvarande president Giorgio Napolitano för bästa sångröst.
Božović vann festivalen Sunčane Skale i Herceg Novi år 2009, och året därpå tilldelades hon pris för bästa debutant vid festivalen i Vrnjačka Banja. Hon nådde också finalen i den första säsongen av den serbiska versionen av The Voice.
Božović deltog första gången i Eurovision Song Contest 2013 som en del av gruppen Moje 3 med låten Ljubav je svuda, men nådde inte finalen och slutade elva i sin semifinal. Hon återvände till tävlingen som soloartist 2019, efter att ha vunnit den nationella uttagningen Beovizija. Hon har även varit jurymedlem i Serbiens uttagning till Eurovision 2015.